# 奥原浩志
奥原 浩志（おくはら ひろし、1969年 - ）は、日本の映画監督である。

## 経歴
1993年、『ピクニック』が第16回ぴあフィルムフェスティバルにて日本船舶振興会賞（キャスティング賞）とシャンテ賞（観客賞）を受賞する。1994年、『砂漠の民カザック』が第17回ぴあフィルムフェスティバル佐藤工業賞（録音賞）を受賞する。1999年、第9回PFFスカラシップ作品の『タイムレス メロディ』が釜山国際映画祭グランプリを受賞する。2002年、『波』がロッテルダム国際映画祭最優秀アジア映画賞を受賞。2005年、よしもとよしともの同名漫画に基づく『青い車』がロッテルダム国際映画祭に出品される。2012年、全編北京語による『黒四角』が第25回東京国際映画祭コンペティション部門に出品される。

## フィルモグラフィー
- ピクニック（1993年）
- 砂漠の民カザック（1994年）
- タイムレス メロディ（2000年）
- 波（2001年）
- さよなら地球刑事（2003年） - 『刑事まつり』の一編
- 青い車（2004年）
- 16（2007年）[10]
- 黒四角（2012年）
- ホテルアイリス（2021年）[11]